# Минъё

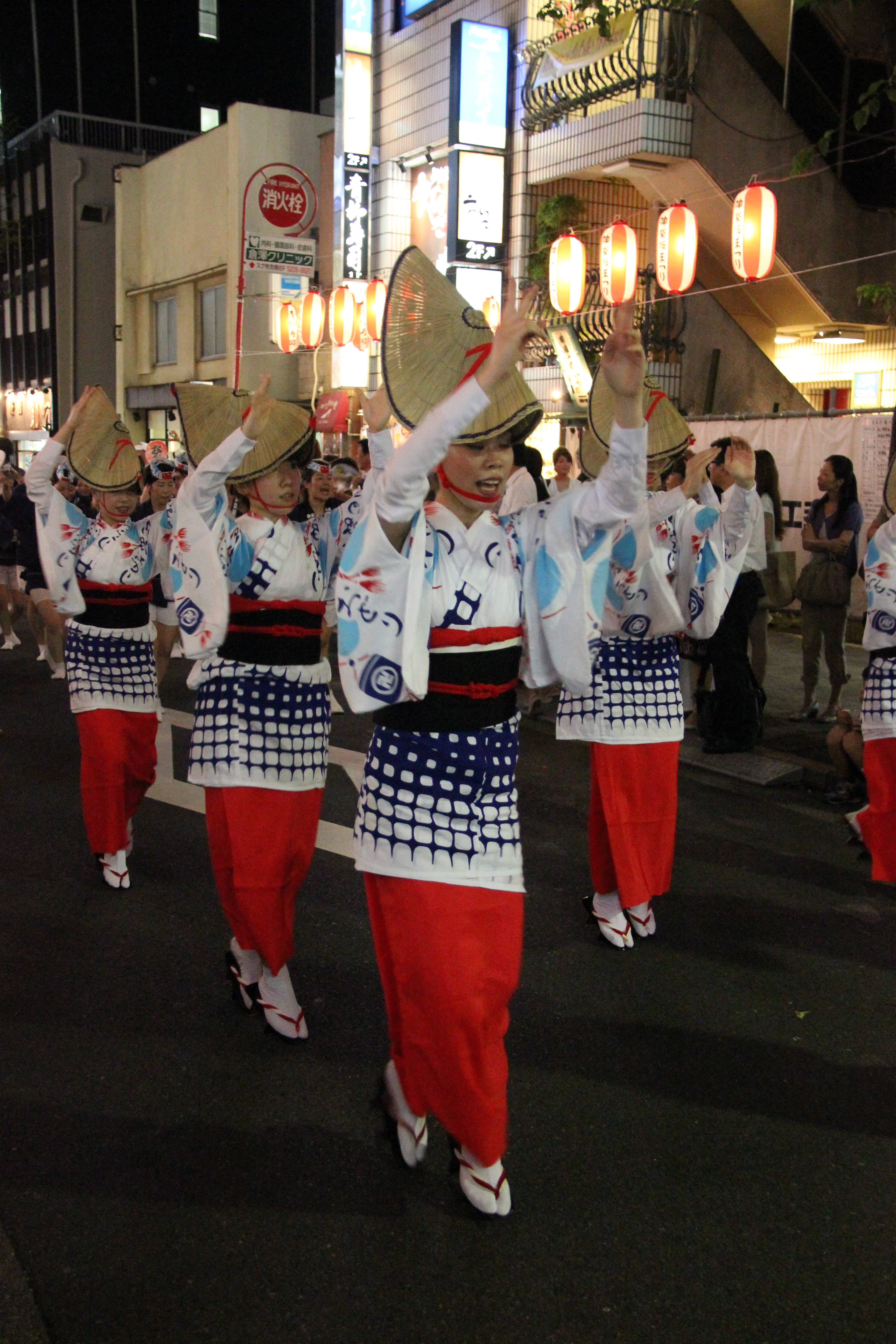
Участницы праздника Ава-одори в Кагурадзаке поют народную песню «Ава-ёсиконо»

Минъё (яп. 民謡 минъё:) — японские народные песни.

## Название

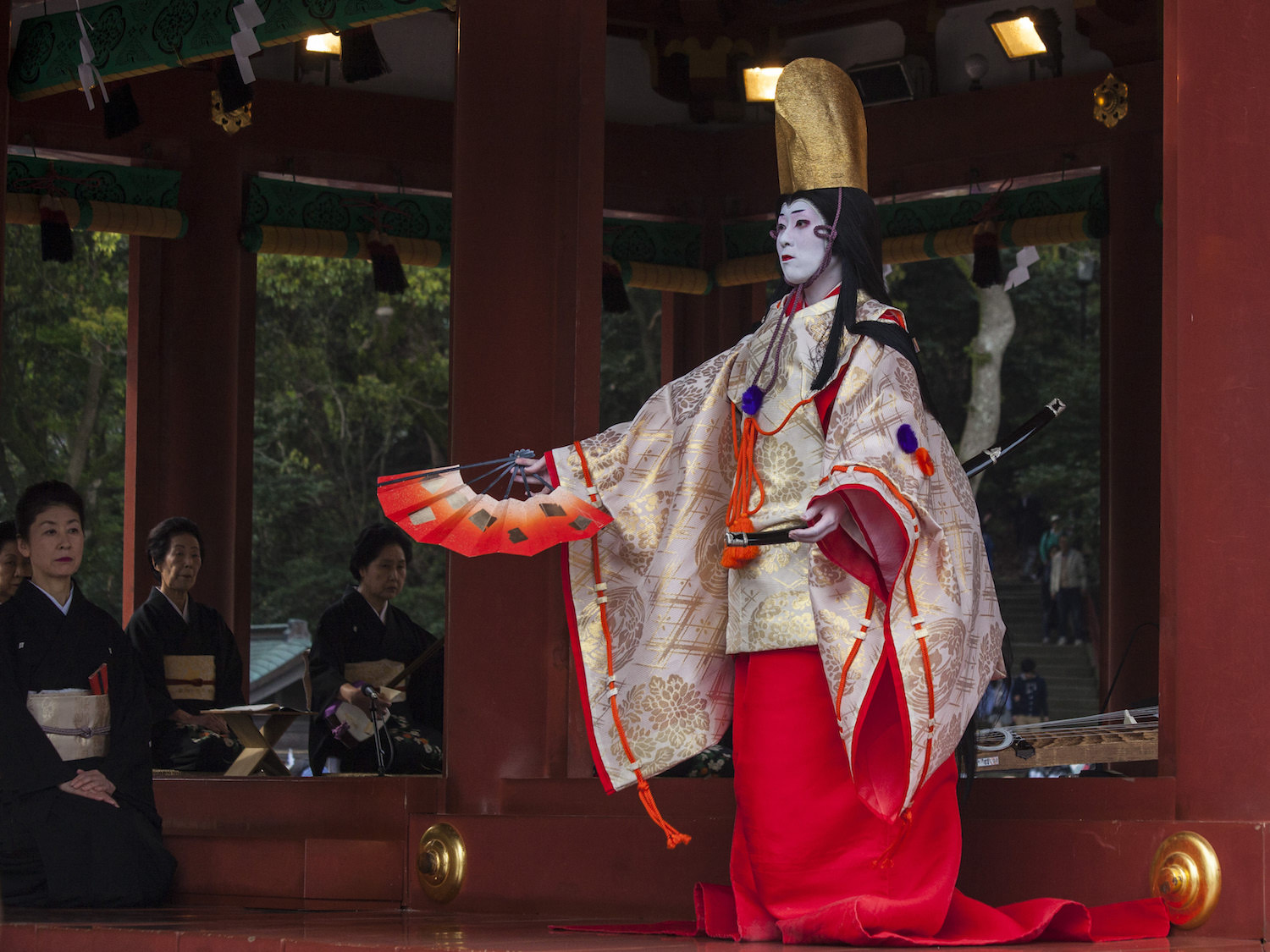
Кагура, религиозный народный танец, «Сидзука-май»

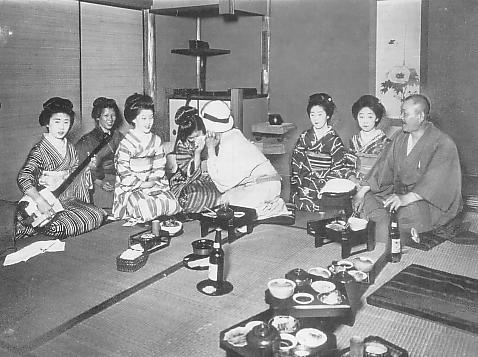
Банкеты с гейшами считались «развращающим» занятием, недостойным самураев

В терминологическом отношении «минъё» является подвидом народных искусств (яп. 民俗芸能 миндзоку гэйно:). Минъё («народные песни») — доминирующее в Японии китаизированное название для этого жанра, однако в прошлом деревенские песни именовались различными словами: хинабури, хинаута, инакаута, кунибури, кунибуси и так далее. Несмотря на то, что слово «минъё» составлено из китайских иероглифов, оно было составлено в Японии и является калькой с немецкого слова (нем. Volkslied); одним из первых его использовал Мори Огай.
В период Мэйдзи «минъё» конкурировало с другими терминами. В этот период японская культура активно заимствовала европейские концепции, и идея, что «народ» исполняет какие-то особые «народные песни», распространилась по Японии именно тогда. В то же время, на концертной афише это слово впервые оказалось в 1920 году. Долгое время в общественном сознании термин «минъё» был противопоставлен слову «ута» («песня»): «минъё» означал народные песни из другой местности; затем он стал означать также песни из «нашего» региона, известные за его пределами, и только с 1970-х это слово стало синонимично с понятием «японские народные песни вообще».
Ещё один родственный термин — «народные искусства», миндзоку-гэйно, который, с одной стороны, ассоциируется с сельской местностью, а не с городами, а с другой — включает религиозный компонент и исполняются всем сообществом в определённое время. Заимствованная из китайского морфема «дзоку» (яп. 俗, «народный, простой») противопоставляется морфеме «гаку» (яп. 雅, «утончённый, элегантный»), а в японском также стала означать также «секулярный, мирской». В начале периода Эдо урбанизация вызвала быстрое развитие популярной музыки, что в свою очередь привело к появлению критических публикаций конфуцианских учёных о «развращающем сямисэне» и о «падении» кото с высокого статуса инструмента для гагаку на уровень простонародья. Перелом отношения к народной музыке произошёл только с подъёмом национализма после победы в японо-китайской и русско-японской войнах, на фоне западного романтизма и национального возрождения.

## Социальный контекст
Важность народных песен для японской культуры иллюстрируется пословицей «народная песня — родина души», популяризированной в посвящённой им передаче Минъё о тадзунэтэ.
Обычно минъё тесно связаны с конкретными местами в Японии, воплощая идею «фурусато» — малой родины, где прошло детство или откуда родом родители. Ностальгия по воображаемому «аграрному золотому веку» и принадлежности к сельскому сообществу подпитывает популярность минъё. Кроме того, часть минъё являются рабочими песнями и исполняются во время выполнения определённых работ: чистки бочек от сакэ, посадки риса и так далее.
Минъё малопопулярны за границей страны, исполнители народных песен реже ездят в туры, чем музыканты, работающие в других жанрах.

## История

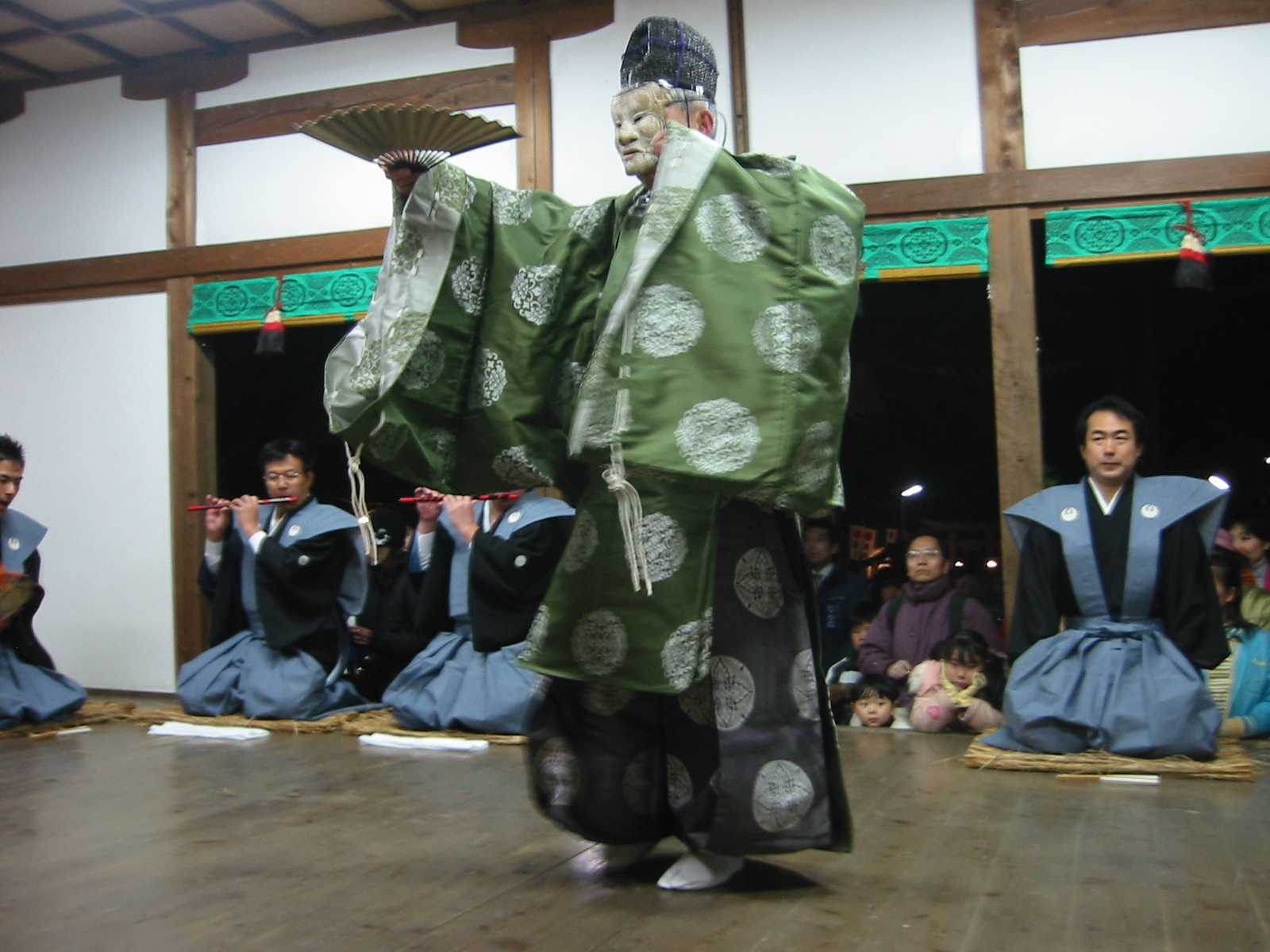
Корни театра но лежат в народной музыке

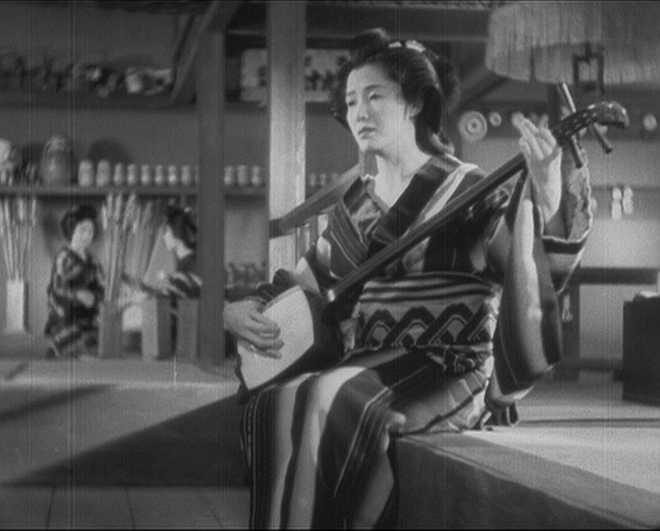
Гейша Симбаси Киёдзо, ставшая исполнительницей минъё

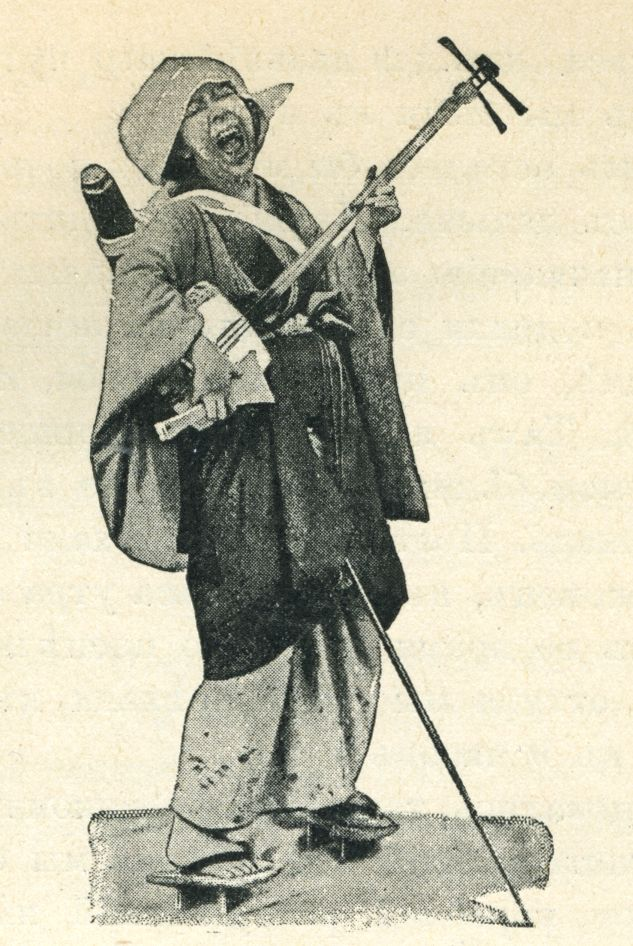
Уличная певица, ок. 1900

С появлением в Японии китайских музыкальных инструментов народная музыка стала противопоставляться утончённой конфуцианской музыке двора. Народные мелодии, а особенно песни, считались низким искусством, им даже приписывалось отрицательное влияние на человека; философ Дадзай Сюндай заявлял, что в народной музыке слишком много нот, и называл её «непристойной». Консерваторы-конфуцианцы были недовольны появлением множества секулярных развлечений в период Эдо, в том числе расцветом публичных домов и ресторанов, где выступали гейши, и утверждали, что многие самураи впали в зависимость от сямисэна.
Быстрая урбанизация и развитие промышленности в конце XIX века привели к тому, что множество деревенских песен прибыли в Токио вместе с жителями сельских регионов. В 1920-х годах было активно движение городских поэтов и музыкантов «новые народные песни», причём песни нередко создавались на заказ для муниципальных властей; такова, например, песня 1927 года «Тяккири-буси» из Сидзуоки.
Большое влияние на минъё оказали гейши, исполнявшие на банкетах как песни, сочинённые для пьес кабуки, так и другие жанры песенной музыки для сямисэна (коута, хаута, нагаута, дзиута) и аранжировки народных песен. Помимо исполнения и популяризации минъё, гейши сделали вклад и в их изучение: нагасакская гейша Айхати собирала песенный фольклор вместе с местным историком в 1920-х годах, а затем сделала несколько аранжировок и записала пластинку. Эта история легла в основу сюжета книги Рэя Наканиси Нагасаки-бурабура-буси и одноимённого фильма.
Изучение народной музыки началось в конце периода Мэйдзи. Во время обустройства национальной образовательной системы по западному образцу японское правительство включило в программу в основном западные и вестернизированные произведения, а музыка весёлых кварталов были сочтены архаичными и тормозящими прогресс страны. Демократизация, начавшаяся под западным влиянием, несколько усмирила критиков, а националистический подъём после военных побед страны на рубеже XIX—XX веков заставил японцев пересмотреть отношение к народной музыке. В 1905 году министерство образования приказало губернаторам провинций собрать местные минъё, которые затем опубликовали в сборнике «Риёсю» в 1914 году.

## История изучения
Главные исследователи народных песен Японии — Цутому Такэути, который посвятил этой теме более 20 книг, и Томико Кодзима, изучающая отдельные аспекты современных народных песен. Министерство образования также провело серию полевых исследований народных песен в 1979—1990 годах, в рамках которых были сделаны записи фольклорных песен всех 47 префектур и выпущены отчёты со словами и (иногда) мелодиями собранных песен. В 2007 году начался крупный исследовательский проект Международного исследовательского центра японоведения.
Предпринимались различные попытки классификации минъё: первым таковую предпринял пионер изучения японского фольклора Кунио Янагита, он считал настоящими минъё только рабочие песни, обработку городскими музыкантами считал деградацией жанра, а созданные в 1920-х «новые минъё» и вовсе отвергал, именуя «псевдофольклором». Янагите вторил историк-марксист Синхатиро Мацумото, в 1965 году писавший, что словом «минъё» начали называть преимущественно песни под сямисэн, которые клиенты поют с гейшами, а не вокальное творчество работающих людей.
Кэндзи Асано и Кайсё Матида в 1960 предложили трёхчастную схему, в которой минъё состояли из детских песен, популярных песен и местных песен, причём последние делились на деревенские, вульгарные и танцевальные. В 1971 году Матида использовал другие разделения: сперва он поделил минъё на «деревенские» песни, для которых не предполагалась аудитория; обработанные и популяризированные «вульгарные» песни; и послевоенные песни с аккомпанементом на западных инструментах. Затем он использовал временно-экономический критерий: минъё по нему можно было разделить на периоды первичного сектора (рабочие и праздничные), вторичного (песни, исполняемые при обработке сырья) и третичного (минъё для развлечений и сцены).

### Комментарии
1. ↑  популярные/обычные песни (яп. 俗謡 дзокуё:), популярные/модные песни (яп. 流行り歌 хаяриута), популярные/обычные песни/стихи (яп. 俗歌 дзокка), популярные/обычные мелодии (яп. 俗曲 дзоккёку), местные/вульгарные песни (яп. 俚謡 риё:)
2. ↑   (яп. 民俗芸能 миндзоку гэйно:)
3. ↑  минъё ва кокоро но фурусато (яп. 民謡は心のふるさと)
4. ↑  тауэ ута (яп. 田植え唄)
5. ↑   (яп. 愛八 айхати)
6. ↑   (яп. 里謡集 риё:сю:)
7. ↑   (яп. 童歌 варабэута)
8. ↑   (яп. はやり歌 хаяриута)
9. ↑   (яп. 郷土民謡 кё:до минъё:)
10. ↑   (яп. 里謡 риё:), необработанные песни, которые крестьяне пели сами для себя
11. ↑   (яп. 俗謡 дзокуё:), обработанные городскими музыкантами, с новой аранжировкой
12. ↑   (яп. 踊り唄), см. нихон-буё

### Сноски
1. ↑  Hughes, 2008, p. 8.
2. 1 2  Hughes, 2008, p. 9.
3. ↑  Hughes, 2008, p. 10.
4. ↑  Hughes, 2008, p. 9—10.
5. 1 2 3  Hughes, 2008, p. 11.
6. ↑  Hughes, 2008, p. 12—13.
7. ↑  Hughes, 2008, p. 19—20.
8. ↑  Hughes, 2008, p. 20—21.
9. ↑  Hughes, 2008, p. 21—22.
10. 1 2  Hughes, 2008, p. 23—24.
11. ↑  Hughes, 2008, p. 1.
12. 1 2 3  Hughes, 2008, p. 2.
13. ↑  Hughes, 2008, p. 21.
14. ↑  Hughes, 2008, p. 22.
15. ↑  Hughes, 2008, p. 10—11.
16. ↑  Hughes, 2008, p. 18—19.
17. 1 2  Hughes, 2008, p. 19.
18. 1 2  Hughes, 2008, p. 23.
19. 1 2  Hughes, 2008, p. 3.
20. ↑  Hughes, 2008, p. 4.
21. ↑  Hughes, 2008, p. 17, 18.
22. ↑  Hughes, 2008, p. 18.
23. ↑  Hughes, 2008, p. 16.
24. 1 2  Hughes, 2008, p. 17.